# Amahai
Amahai – miasto w Indonezji, w prowincji Moluki. Liczy 47 653 mieszkańców.